# Arenal (Honduras)
Arenal es un municipio del departamento de Yoro en la República de Honduras.

## Toponimia
Su nombre se debe por su ubicación en terreno de consistencia arenosa.

## Límites
| Orientación | Límite                  |
| ----------- | ----------------------- |
| Norte       | Municipio de Olanchito, |
| Sur         | Municipio de Mangulile, |
| Este        | Municipio de Olanchito, |
| Oeste       | Municipio de Jocón,     |

## Historia
En 1848, fue fundado.
En 1855, quedó constituido como aldea y anexado a Olanchito.
En 1856, definitivamente quedó constituido como municipio.
Teguajal aldea de Arenan rica en materia prima como jugadores que han salido a jugar en la liga nacional de nuestro país y como el desarrollo económico es nuestra aldea que tiene el diciembre una gran feria navideña del 20 al 6 de enero.

## División Política
Aldeas: 7 (2013)
Caseríos: 53 (2013)
| Código | Aldea             |
| ------ | ----------------- |
| 180201 | Arenal            |
| 180202 | Campo El Cayo     |
| 180203 | Champerío El Cayo |
| 180204 | El Retiro         |
| 180205 | Santa Cruz        |
| 180206 | Teguajal          |
| 180207 | Tierra Blanca     |
|        | Zapamatepe        |
|        | Campo Rojo        |
|        | Los Mangos        |
|        | Campo Rojo Nuevo  |
|        | Ojo de Agua       |

Taguajal es la aldea más grande del municipio de arenal cuya gente es muy agradable que tiene un beneficio económico que es la hidroeléctrica el yaguala la cual ha venido a generar empleo y es la aldea con mejor economía en el municipio de Arenal.